# Owen Moran
Owen Moran est un boxeur anglais né le 4 octobre 1884 et mort le 17 mars 1949 à Birmingham.

## Carrière
Champion d'Angleterre poids mouches en 1905, il échoue par deux fois en 1908 dans sa conquête du titre mondial des poids plumes en faisant match nul face à Abe Attell. Il compte à son palmarès 66 victoires (contre notamment George Dixon, Monte Attell, Ad Wolgast et Battling Nelson), 19 défaites et 8 matchs nuls.

## Distinction
- Owen Moran est membre de l'International Boxing Hall of Fame depuis 2002[2].